# Bojan Bogdanović
Bojan Bogdanović (* 18. April 1989 in Mostar, Jugoslawien) ist ein ehemaliger kroatischer Basketballspieler. Er ist 2,02 Meter groß. Bogdanović führte bei den Olympischen Spielen 2016 die Korbschützenliste an. Er spielte zehn Jahre in der nordamerikanischen Liga NBA.

## Karriere
Bogdanović spielte in der Jugend des HKK Zrinjski Mostar und wechselte mit sechzehn Jahren zu Real Madrid. Er spielte bei Real zunächst in der Jugend sowie in der zweiten Mannschaft des Vereins. Zu dieser Zeit war Božidar Maljković Trainer in Madrid. Für Reals erste Mannschaft bestritt Bogdanović insgesamt nur drei Spiele in der Liga ACB.
Er wechselte 2008 innerhalb der spanischen ACB-Liga zum Konkurrenten Polaris World Murcia und spielte dort bis August 2009. Zur Saison 2009/10 wechselte zum kroatischen Verein Cibona Zagreb.
Nach drei Jahren in Kroatien wechselte er zu Fenerbahçe Ülker, wo er sich zu einem der Führungsspieler entwickelte. Daher zog Bogdanović auch die Aufmerksamkeit einiger NBA-Mannschaften auf sich.

### NBA
Zur Saison 2014/15 wechselte Bogdanović zu den Brooklyn Nets in die USA. Ihm gelangen in seinem ersten NBA-Jahr 9 Punkte im Schnitt, womit er in das NBA All-Rookie Second Team berufen wurde.
Im Februar 2017 wechselte er zu den Washington Wizards. Nachdem diese ihn freigegeben hatten, unterschrieb er am 10. Juli 2017 einen Vertrag bei den Indiana Pacers.
Bei den Pacers entwickelte sich Bogdanović zu einem der gefährlichsten Spieler auf seiner Position. Er führte die Mannschaft in der Saison 2018/19 trotz der Verletzung ihres Führungsspielers Victor Oladipo in die NBA-Playoffs und kam in der Hauptrunde auf 18 Punkte, 4,1 Rebounds und 2 Assists pro Spiel.
Nachdem er im Sommer 2019 vereinslos geworden war, unterschrieb Bogdanović einen Vierjahresvertrag über 73 Millionen US-Dollar bei den Utah Jazz. Bogdanović erzielte in der NBA-Hauptrunde 2019/20 mit 20,2 Punkten je Begegnung einen neuen persönlichen NBA-Höchstwert. Nachdem die NBA-Saison aufgrund der SARS-CoV-2-Pandemie im März 2020 unterbrochen wurde, unterzog sich Bogdanović im Mai einer Operation am rechten Handgelenk und war daher bei der Fortführung der NBA-Saison im August nicht im Einsatz. Ebenso setzte er in den Playoffs aus, für die Utah sich qualifiziert hatte. Am 8. Mai 2021 gelangen Bogdanović beim 127:120-Sieg Utahs über Denver Nuggets mit 48 Punkte ein neuer NBA-Karriererekord. Bogdanovic spielte drei Jahre für die Utah Jazz. In dieser Zeit erzielte er für die Mannschaft durchschnittlich 18,4 Punkte pro Spiel erzielte, ehe er im September 2022 im Tausch gegen Kelly Olynyk und Saben Lee an die Detroit Pistons abgegeben wurde.
Nachdem Bogdanović während der ersten sieben Spiele der Saison 2022/23 durchschnittlich 22,7 Punkte (54,8 % Trefferquote im Zweipunkte- und 50,9 % Trefferquote im Dreipunktebereich) erzielt hatte, unterschrieb dieser in Detroit einen neuen Vertrag, der ihm über zwei Jahre ein Gesamtgehalt von 39,1 Millionen US-Dollar zusicherte. Mit einem Durchschnitt von 21,6 Punkten je Hauptrundenbegegnung gelang Bogdanović ein neuer persönlicher Bestwert seit seinem Wechsel in die NBA.
Im Februar 2024 gab Detroit den Flügelspieler sowie seinen Mannschaftskameraden Alec Burks an die New York Knicks ab, die im Gegenzug vier Spieler sowie Draftauswahlrechte übergaben. In New York kam Bogdanović deutlich weniger zum Einsatz als zuvor in Detroit, in 29 Hauptrundeneinsätzen für die Knicks verbuchte er bis zum Ende der Saison 2023/24 im Durchschnitt 10,4 Punkte.
Die New York Knicks einigten sich im Juli 2024 auf ein Tauschgeschäft mit dem Nachbarn Brooklyn Nets. Bogdanović wurde gemeinsam mit Mamadi Diakite und Shake Milton nach Brooklyn abgegeben. Er kehrte damit zu der Mannschaft zurück, bei der er 2014 seinen NBA-Einstand gegeben hatte. Allerdings kam Bogdanović nach seiner Rückkehr nach Brooklyn verletzungsbedingt nicht zum Einsatz. Er unterzog sich Eingriffen am Handgelenk und am Fuß. Im Februar 2025 wurde er aus dem Aufgebot gestrichen.
Ende Juni 2025 gab Bogdanović wegen anhaltender Verletzungssorgen das Ende seiner Spielerlaufbahn bekannt.

### Nationalmannschaft
Bogdanović nahm mit der kroatischen Nationalmannschaft an der Weltmeisterschaft 2010 in der Türkei sowie an der WM 2014 in Spanien teil. Weiterhin gehörte er zur kroatischen Auswahl bei den Europameisterschaften 2013, 2015, 2017 und 2022. Er nahm mit der kroatischen Mannschaft an den Olympischen Spielen 2016 in Rio de Janeiro teil, wo er mit 25,3 Punkten der beste Punktesammler des Turniers war.

## Karriere-Statistiken

### NBA

#### Hauptrunde
| Saison  | Team                  | GP  | GS  | MPG  | FG % | 3P % | FT % | RPG | APG | SPG | BPG | PPG  |
| ------- | --------------------- | --- | --- | ---- | ---- | ---- | ---- | --- | --- | --- | --- | ---- |
| 2014–15 | Brooklyn              | 78  | 28  | 23.8 | .453 | .355 | .821 | 2.7 | 0.9 | 0.4 | 0.1 | 9.0  |
| 2015–16 | Brooklyn              | 79  | 39  | 26.8 | .433 | .382 | .833 | 3.2 | 1.3 | 0.4 | 0.1 | 11.2 |
| 2016–17 | Brooklyn / Washington | 81  | 54  | 25.7 | .445 | .367 | .893 | 3.4 | 1.4 | 0.4 | 0.1 | 13.7 |
| 2017–18 | Indiana               | 80  | 80  | 30.8 | .474 | .402 | .868 | 3.4 | 1.5 | 0.7 | 0.1 | 14.3 |
| 2018–19 | Indiana               | 81  | 81  | 31.8 | .497 | .425 | .807 | 4.1 | 2.0 | 0.9 | 0.0 | 18.0 |
| 2019–20 | Utah                  | 63  | 63  | 33.1 | .447 | .414 | .903 | 4.1 | 2.1 | 0.5 | 0.1 | 20.2 |
| 2020–21 | Utah                  | 72  | 72  | 30.8 | .439 | .390 | .879 | 3.9 | 1.9 | 0.6 | 0.1 | 17.0 |
| 2021–22 | Utah                  | 69  | 69  | 30.9 | .455 | .387 | .858 | 4.3 | 1.7 | 0.5 | 0.0 | 18.1 |
| 2022–23 | Detroit               | 59  | 59  | 32.1 | .488 | .411 | .884 | 3.8 | 2.6 | 0.6 | 0.1 | 21.6 |
| 2023–24 | Detroit / New York    | 57  | 27  | 25.9 | .454 | .398 | .785 | 2.7 | 1.7 | 0.5 | 0.1 | 15.2 |
| Gesamt  | Gesamt                | 719 | 572 | 29.1 | .460 | .394 | .859 | 3.6 | 1.7 | 0.6 | 0.1 | 15.6 |

#### Play-offs
| Saison  | Team       | GP | GS | MPG  | FG % | 3P % | FT % | RPG | APG | SPG | BPG | PPG  |
| ------- | ---------- | -- | -- | ---- | ---- | ---- | ---- | --- | --- | --- | --- | ---- |
| 2014–15 | Brooklyn   | 6  | 5  | 34.3 | .390 | .333 | .714 | 3.8 | 1.7 | 0.7 | 0.3 | 10.3 |
| 2016–17 | Washington | 13 | 0  | 20.3 | .414 | .356 | .844 | 4.3 | 0.7 | 0.5 | 0.1 | 8.8  |
| 2017–18 | Indiana    | 7  | 7  | 34.0 | .395 | .378 | .600 | 3.4 | 1.9 | 0.9 | 0.0 | 12.4 |
| 2018–19 | Indiana    | 4  | 4  | 37.0 | .397 | .318 | .882 | 5.8 | 2.8 | 2.0 | 0.0 | 18.0 |
| 2020–21 | Utah       | 11 | 11 | 35.5 | .471 | .461 | .878 | 4.3 | 1.5 | 0.9 | 0.0 | 18.1 |
| 2021–22 | Utah       | 6  | 6  | 35.7 | .481 | .333 | .792 | 4.2 | 1.7 | 0.3 | 0.0 | 18.0 |
| 2023–24 | New York   | 4  | 0  | 12.8 | .292 | .400 | .571 | 3.0 | 1.0 | 0.0 | 0.3 | 6.0  |
| Gesamt  | Gesamt     | 51 | 33 | 29.6 | .425 | .383 | .812 | 4.1 | 1.4 | 0.7 | 0.1 | 13.1 |